# Szathmári Paksi Mihály (tanár, 1745–1773)
Szathmári Paksi Mihály (Sárospatak, 1745. – Sárospatak, 1773. június 24.) bölcseleti doktor, sárospataki református tanár.

## Élete
Tanulmányait Sárospatakon kezdtem, majd külföldre ment. 1767. november 20-án beiratkozott a baseli, 1770. június 15-én az utrechti egyetemre. 1771-ben Utrechtbe szerzett bölcsészetdoktori fokozatot, s utána hazatért. Losoncon kinevezték conrectornak, majd 1772 októberétől pedig Sárospatakon tanított.

## Munkái
- Dissertatio antirussaviana de habitu religionis christianae ad vitam civilem. (Utrecht, 1770.)
- Specimen inaug. chem. phys. sistens novas et meletemata circa pyrophorum aluminosum et ignem. Trajecti ad Rh., 1771.
- Összetört üvegvilág… (Verses gyászbeszéd Darvas Ferencné Wattai Krisztina felett, 1772. máj.). (Pozsony, 1773.)